# Rafael Hipólito Mejía Domínguez

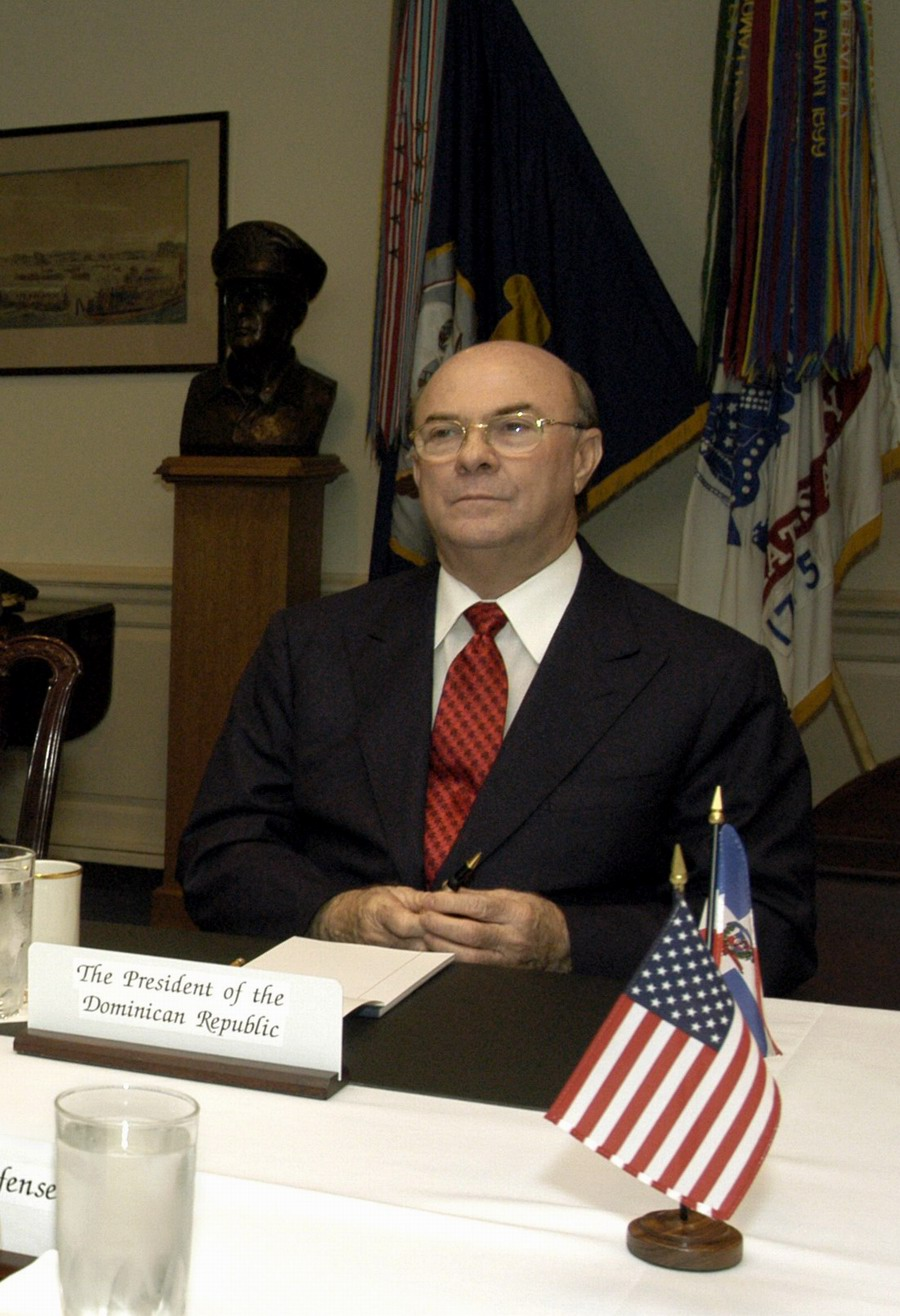
Hipólito Mejía

Rafael Hipólito Mejía Domínguez (Santiago de los Caballeros, 22 februari 1941) is een Dominicaanse politicus. Tussen 2000 en 2004 was hij president van de Dominicaanse Republiek.
Mejía studeerde in de Verenigde Staten van Amerika. Hij was landbouwkundig ingenieur en is lid van de Dominicaanse Revolutionaire Partij (Partido Revolutionario Dominicano, PRD). Als leider van deze partij was hij presidentskandidaat bij de Dominicaanse verkiezingen van 2000, die hij vervolgens wist te winnen van Danilo Medina (PLD) en oud-president Joaquín Balaguer (PRSC). Op 16 augustus 2000 werd hij beëdigd als president, als opvolger van Leonel Fernández.
In 2004 stelde Mejía zich herkiesbaar voor een tweede ambtstermijn. Hij werd in deze verkiezingen echter afgeserveerd met een ruime nederlaag tegen zijn voorganger Fernández, die de macht hierop weer overnam. Ook in 2012 slaagde Mejía er niet in het presidentschap te veroveren: bij de verkiezingen van dat jaar kreeg hij zo'n 47% van de stemmen, tegen ruim 51% voor Danilo Medina.
- Biblioteca Nacional de España: XX5562337
- Gemeinsame Normdatei: 105752820X
- International Standard Name Identifier: 0000 0000 4406 4875
- Library of Congress Control Number: no2001069535
- Système universitaire de documentation: 133283518
- Virtual International Authority File: 51343460
- WorldCat: E39PBJvCTWMGPTdkj6TVQmkFKd